# Девід Джонсон (футболіст)
Девід Джонсон (англ. David Johnson, 23 жовтня 1951, Ліверпуль — 23 листопада 2022) — англійський футболіст, що грав на позиції нападника.
Виступав, зокрема, за «Ліверпуль», з яким став триразовим переможцем Кубка європейських чемпіонів, володарем Суперкубка УЄФА та ряду національних трофеїв, а також національну збірну Англії, у складі якої був учасником чемпіонату Європи.

Помер 25 листопада 2022 року

## Клубна кар'єра
Народився 23 жовтня 1951 року в місті Ліверпуль. Вихованець клубу «Евертон» з рідного міста. У дорослому футболі дебютував 1969 року виступами за цю ж команду «Евертон», в якій провів три сезони, взявши участь у 49 матчах чемпіонату і забивши 11 голів. За цей час виборов титул володаря Суперкубка Англії у 1970 році, хоча на полі в тому матчі не виходив.
В листопаді 1972 року Джонсон перейшов у «Іпсвіч Таун» Боббі Робсона, де провів 4 сезони як основний гравець. У складі цієї команди Джонсон вибив мадридський «Реал» з Кубка УЄФА 1973/74. Вдома команда виграла 1:0, а на «Сантьяго Бернабеу» втримала нульову нічию. Девід став героєм протистояння свого клубу проти «Лаціо» на наступній стадії — перший матч його команда виграла вдома 4:0, причому італійці грали дуже грубо, завдавши Джонсону травму, яка змусила його покинути поле і пропустити наступні кілька матчів. А в матчі-відповіді Робсон випустив Джонсона на заміну на 88-й хвилині за рахунку 4:1 на користь італійців і вже за дві хвилини Девід забив гол, який остаточно вивів команду до 1/8 фіналу.
У 1976 році «Тоттенгем Готспур» запропонував за Джонсона 200 тисяч фунтів, але він відмовився їхати в Лондон, але коли з пропозицією про покупку звернувся «Ліверпуль», Девід погодився і перейшов в команду, яку на той час тренував Боб Пейслі. Джонсон у новій команді боровся за місце в складі з такими зіркам як Кевін Кіган, Джон Тошак і Девід Ферклаф, тому Джонсон в свій перший сезон здебільшого виходив на заміну, а команда йшла до свого «треблу», але в результаті змогла оформити лише «золотий дубль», поступившись «Манчестер Юнайтед» у фіналі Кубка Англії (1:2) і вигравши чемпіонат Англії і Кубок європейських чемпіонів, у фіналі якого Джонсон залишився на лаві запасних. Незабаром Кіган, а за ним і Тошак пішли з клубу, а замість них в команді з'явився Кенні Далгліш. Джонсон продовжував залишатися гравцем, який то випадав зі стартового складу, то повертався в нього знову, не зігравши і в наступному виграному фіналі Кубка європейських чемпіонів 1978 року. У квітні 1978 року Джонсон забив гол за «Ліверпуль» у мерсісайдському дербі на «Гудісон-Парку», ставши першим гравцем, який забив за обидва клуби у мерсісайдському дербі. Згодом лише один гравець, Пітер Бердслі, зумів повторити це досягнення.
З сезону 1978/79 Джонсон став основним гравцем «червоних» і головним голеодором, забивши у наступних двох сезонах 16 і 21 гол в Першому дивізіоні і вигравши в кожному з них чемпіонство. А в 1981 році він виграв з командою третій Кубок європейських чемпіонів, зігравши в тому числі і у фіналі проти «Реала») та перший Кубок Ліги. З появою в клубі молодого і перспективного Іана Раша, якого Пейслі став награвати в парі з Далглішем, Джонсон остаточно втратив місце в основі і в результаті в серпні 1982 року тридцятирічний нападник вирішив покинути клуб, вигравши у сезоні 1981/82 своє 4 чемпіонство, хоча і зіграв у тому турнірі лише 15 ігор і забивши 2 голи.
В серпні 1982 року за 100 000 фунтів стерлінгів повернувся в «Евертон», де провів свої останні 40 матчів у вищому англійському дивізіоні, після чого грав у Другому дивізіоні за «Барнслі» та «Манчестер Сіті».
В сезоні 1981 року Джонсон виступав за американський клуб Північноамериканської футбольної ліги «Талса Рафнекс», в якому забив 4 голи у 17 іграх.
Завершив ігрову кар'єру на батьківщині у команді «Престон Норт-Енд», за яку виступав у сезоні 1984/85 в Третьому дивізіоні, після чого з жовтня 1965 по березень 1986 року був граючим тренером клубу «Барроу».

## Виступи за збірну
21 травня 1975 року дебютував в офіційних матчах у складі національної збірної Англії в грі домашнього чемпіонаті Великої Британії проти Уельсу (2:2).
У складі збірної був учасником чемпіонату Європи 1980 року в Італії, де зіграв у одному матчі проти Бельгії (1:1), а команда не вийшла з групи.
Цей матч став останнім для Девіда за збірну. Загалом протягом кар'єри у національній команді, яка тривала 6 років, провів у її формі 8 матчів, забивши 6 голів.

## Титули і досягнення
- Чемпіон Англії (4):

«Ліверпуль»: 1976/77, 1978/79, 1979/80, 1981/82
- Володар Кубка англійської ліги (2):

«Ліверпуль»: 1980/81, 1981/82
- Володар Суперкубка Англії (4):

«Евертон»: 1970
«Ліверпуль»: 1977, 1979, 1980
- Переможець Кубка європейських чемпіонів (3):

«Ліверпуль»: 1976/77, 1977/78, 1980/81
- Володар Суперкубка УЄФА (1):

«Ліверпуль»: 1977

### Індивідуальні
- Включений до команди року Першого дивізіону Футбольної ліги: 1979/80[10]
- Включений до Зали слави «Іпсвіч Таун»: 2016[11]